# 克里斯蒂安·斯文森
克里斯蒂安·瓦尔德马尔·斯文森（丹麥語：Christian Valdemar Svendsen，1890年7月13日—1959年6月28日），丹麦男子竞技体操运动员。他曾代表丹麦获得1912年夏季奥运会体操比赛男子团体自由式铜牌。